# Trastorn paranoide de la personalitat
Trastorn paranoide de la personalitat és un diagnòstic psiquiàtric que es refereix a un trastorn de la personalitat amb característiques paranoiques. Està caracteritzat per una exageració dels mòduls cognitius per la percepció del rebuig, el ressentiment, la desconfiança, així com la inclinació a distorsionar esdeveniments experimentats. Accions neutrals i amistoses dels altres són sovint mal interpretades com a hostils o menyspreants. Sospites infundades sobre la fidelitat de la parella o la lleialtat en general així com la creença que els mateixos drets no són reconeguts són sostingudes insistentment i argumentativa. Aquests individus poden tenir una autosuficiència excessiva i tendir a una autoreferència exagerada. També es presenten una gelosia patològica, contraatacs instintius i agressius, la necessitat de controlar els altres i la recol·lecció de «proves» trivials o circumstancials per sostenir les seves creences geloses. L'ús del terme paranoia en aquest context no es refereix a la presència d'al·lucinacións clares ni psicosi, però implica la presència de sospites infundades manifestes i desconfiança en la gent.

## Diagnosi
D'acord amb el DSM-IV-TR, aquest trastorn es caracteritza per una desconfiança i sospita extensives dels altres, de manera que les seves intencions són interpretades com a malèvoles, començant al principi de l'edat adulta i present en una gamma de contextos indicada per quatre o més dels següents:
- Sospites, sense prou fonament, que els altres l'utilitzen, el perjudiquen o li fallen.
- Preocupació per dubtes injustificats sobre la lleialtat o la confiabilitat d'amics i col·legues.
- Dificultat per confiar en els altres per la por infundada que la informació serà utilitzada maliciosament en contra seu.
- Llegeix signes o esdeveniments benignes com a indicadors d'un perill o com a degradants.
- No perdona els insults, les faltes o les descortesies.
- Percep atacs a la seva persona o reputació que no són visibles als altres i és ràpid a reaccionar enfadat o a contraatacar.
- Té sospites recurrents, sense justificació, sobre la fidelitat de la parella.

Condicions excloents:
- No succeeix exclusivament durant el curs d'un trastorn emocional amb característiques psicòtiques, esquizofrènia, o altres trastorns psicòtics.
- No és degut als efectes fisiològics directes d'un estat mèdic general.